# Бердалы уулу, Атабек
Атабек Бердалы уулу (10 января 1979) — киргизский футболист, полузащитник, футбольный тренер. Выступал за сборную Кыргызстана. Мастер спорта КР.

## Биография

### Клубная карьера
В первые годы карьеры выступал под фамилией Кыдыралиев.
На взрослом уровне начал выступать в 1996 году за «КВТ-Химик» (Кара-Балта) в высшей лиге Кыргызстана. В ходе сезона 1997 года перешёл в «СКА ПВО», с которым трижды становился серебряным призёром чемпионата и обладателем Кубка Кыргызстана. В 2000 году перешёл в «Дордой», где провёл полтора года, а осенью 2001 года снова играл в Кара-Балте. В 2002 году вернулся в «СКА ПВО», с которым стал чемпионом и обладателем Кубка страны, в финале Кубка стал автором победного гола в ворота клуба «Жаштык-Ак-Алтын». В 2003 году перешёл в «Шоро», однако полтора года спустя после слияния «Шоро» и «СКА ПВО» в очередной раз оказался в команде, называвшейся теперь «СКА-Шоро», в её составе в 2004 и 2005 годах ещё дважды стал серебряным призёром чемпионата. В 2006 году завоевал серебряные награды чемпионата в составе клуба «Абдыш-Ата». В первой половине 2007 года играл за «Авиатор-ААЛ». В конце карьеры снова играл в Кара-Балте.
После окончания профессиональной карьеры выступал в соревнованиях ветеранов за «Абдыш-Ату».

### Карьера в сборной
В национальной сборной Кыргызстана дебютировал 3 августа 1999 года в матче против Омана. Первый гол забил в своей второй игре — 5 августа 1999 года в ворота сборной Таджикистана. В августе 1999 года провёл два матча, затем четыре года не выступал за сборную. В марте 2003 года вернулся в команду и сыграл ещё два матча.
Всего в 1999—2003 годах сыграл за сборную Кыргызстана 4 матча и забил один гол.

### Тренерская карьера
Окончил КГАФКиС.
Работал тренером в ДЮСШ № 2 Жайыльского района (Кара-Балта). В 2017 году был главным тренером «Кара-Балты-2», выступавшей в первой лиге. По состоянию на 2018 год входил в тренерский штаб основного состава «Кара-Балты». Имеет тренерскую лицензию «С».